# Zipang
Zipang (ジパング, Jipangu) est un seinen manga de Kaiji Kawaguchi. Il est prépublié dans le magazine Weekly Morning de l'éditeur Kōdansha entre 2000 et 2009 et compilé en un total de 43 tomes. La version française est éditée par Kana.
La série a reçu le prix du manga de son éditeur Kōdansha en 2002 dans la catégorie Général (seinen).

## Résumé de l'histoire
Dans les années 2000, le DDG-182 Mirai, un destroyer ultra-perfectionné de la force maritime d'autodéfense japonaise, se dirige vers l'Amérique du Sud afin d'y rejoindre une force internationale chargée de protéger des populations menacées par une guerre civile. En chemin, le bateau se retrouve pris dans une dépression climatique aux conséquences étranges ; à la suite de celle-ci, le Mirai et son équipage voyagent dans le temps pour se retrouver le 4 juin 1942, à la veille de la bataille de Midway. Une fois leur surprise passée, les hommes du Mirai se demandent comment réintégrer leur époque, et prennent rapidement conscience qu'il leur faudra être très vigilants afin de ne pas altérer le cours de l'Histoire. Toutefois, dans la continuité de la bataille de Midway, le second du navire Yosuke Kadomatsu porte secours à un officier Japonais de la marine impériale japonaise, Takumi Kusaka, piégé dans un hydravion en train de sombrer, qu'il ne peut se résoudre à laisser mourir. Les hommes du Mirai découvriront rapidement que Kusaka s'avère être un homme d'une redoutable intelligence ; ce dernier prend connaissance du futur qui attend le Japon et décide de tout mettre en œuvre pour changer le cours de l'Histoire et créer un Japon idéalisé : Zipang. Kadomatsu, assumant sa responsabilité dans les conséquences de son geste, n'aura alors de cesse de poursuivre Kusaka pour tenter de l'arrêter.

## Personnages
Outre les personnages créés par Kawaguchi, on retrouve une grande quantité de personnages historiques dans Zipang, la plupart jouant un rôle indirect ou épisodique, à l'exception d'Isoroku Yamamoto, l'un des personnages secondaires les plus présents du manga jusqu'à sa mort.
Yōsuke Kadomatsu (角松 洋介, Kadomatsu Yousuke)
Voix japonaise : Tetsu Inada
Commandant en second du Mirai,capitaine de frégate, Kadomatsu est sans doute le personnage victime des sentiments les plus contradictoires. Désirant faire preuve de prudence avant tout dans l'impact que chaque action peut avoir sur le futur, il n'hésite cependant pas à aller porter secours à Kusaka. Kadomatsu s'oppose constamment à la logique guerrière des militaires japonais qu'il croise, et n'accepte pour seuls changements dans l'Histoire que ceux qui permettent d'épargner des vies ; toutefois, contrairement à Kusaka, il n'arrive pas à percevoir à long terme les conséquences de ses actes, ce qui l'empêche d'agir sur l'évolution globale des conflits. Après la blessure du capitaine de vaisseau Umezu, Kadomatsu prend les commandes du Mirai. On peut également le qualifier de personnage 'fantôme', l'effet papillon causé par la présence du Mirai ayant entrainé la disparition précoce de son père, renversé enfant par une voiture de la Marine.
Takumi Kusaka (草加 拓海, Kusaka Takumi)
Voix japonaise : Hiroki Tōchi (en)
Masayuki Kikuchi (菊池 雅行, Kikuchi Masayuki)
Voix japonaise : Takanori Hoshino (en)
Officier d'artillerie,capitaine de corvette, il a intégré l'équipage du Mirai à la sortie de l'académie maritime japonaise où il a fait ses classes avec ses amis Yosuke Kadomatsu et Oguri Kouhei. Au début de la série, Kikuchi est sans doute le plus fervent défenseur de l'idée selon laquelle le Mirai doit éviter à tout prix d'introduire le moindre changement dans l'Histoire, même si cela implique de laisser mourir des milliers d'hommes auxquels le Mirai aurait pu apporter assistance. Néanmoins, pendant la bataille avec le porte-avions de l'US Navy USS Wasp (CV-7), Kikuchi comprend que ses efforts sont vains, la présence du Mirai ayant déjà changé le passé de façon irréversible. Il devient un partisan de l'affrontement avec l'armée américaine lorsqu'il ne fait plus aucun doute aux hommes du Mirai que celle-ci ne peut se permettre que le Mirai ne continue à subsister à cette époque.
Kouhei Oguri (尾栗 康平, Oguri Kouhei)
Voix japonaise : Yūji Ueda
Officier de navigation du Mirai,capitaine de corvette, c'est le plus discret du groupe des trois amis. À l'opposé de Kikuchi, c'est un personnage impulsif qui ne réfléchit pas toujours aux conséquences de ses actes, et que l'on sent contrairement aux autres personnages parfois dépassé par sa responsabilité. Lorsque les événements provoquent la division des hommes du Mirai, il reste fidèle à Kadomatsu.
Saburo Umezu (梅津 三郎, Umezu Saburou)
Voix japonaise : Yūsaku Yara
Commandant du Mirai,capitaine de vaisseau, Umezu est un commandant sage et réfléchi qui a pour priorité la sécurité de ses hommes. Dans un premier temps, il essaie de faire en sorte que la présence du Mirai altère le moins possible l'Histoire, mais rapidement il rejoint la philosophie de Kadomatsu qui se donne pour but de sauver le plus de vies possibles en essayant d'accélérer la fin de la guerre. Il sera blessé lors de l'opération visant à retirer les troupes Japonaises des Îles Aléoutiennes, et laissera le commandement du Mirai à Kadomatsu.
Sachiko Momoi (桃井 佐知子, Momoi Sachiko)
Voix japonaise : Yoshiko Iseki
Mamoru Satake (佐竹 守, Satake Mamoru)
Voix japonaise : Takashi Matsuyama
Premier lieutenant et pilote de l'Umidori, Satake partage l'incompréhension de ses compagnons sur les raisons de sa présence en plein cœur de l'enfer du Pacifique. À la suite d'une imprudence lors d'une mission de reconnaissance, il provoque le décès de Mori, le premier homme du Mirai à mourir (40 ans avant sa naissance !). Ce incident provoquera un grave choc chez Satake, qui prendra sur lui-même, et ce aux limites de la folie.
Mori (森, Mori)
Voix japonaise : Makoto Tomita

## Médias

### Manga
Scénarisé et illustré par Kaiji Kawaguchi, Zipang est prépublié dans le Weekly Morning, magazine seinen de l'éditeur Kōdansha, entre juillet 2000 et novembre 2099,. La série est publiée par Kōdansha en 43 tankōbon sortis entre le 23 janvier 2001 et le 22 décembre 2009.

### Série d'animation
Une série animée en 26 épisodes retraçant les six premiers tomes du manga est produite par Studio Deen et réalisée par Kazuhiro Furuhashi. Elle est diffusée au Japon par Tokyo Broadcasting System entre octobre 2004 et mars 2005. La série a été produite en collaboration avec la Force maritime d'autodéfense japonaise.

### Jeu vidéo
Un jeu vidéo sur PlayStation 2 adaptant la série est édité par Bandai au Japon le 26 mai 2005.